# Provincias de Japón

Distribución de las provincias de Japón que se mantuvo desde comienzos del Periodo Kamakura hasta 1868.

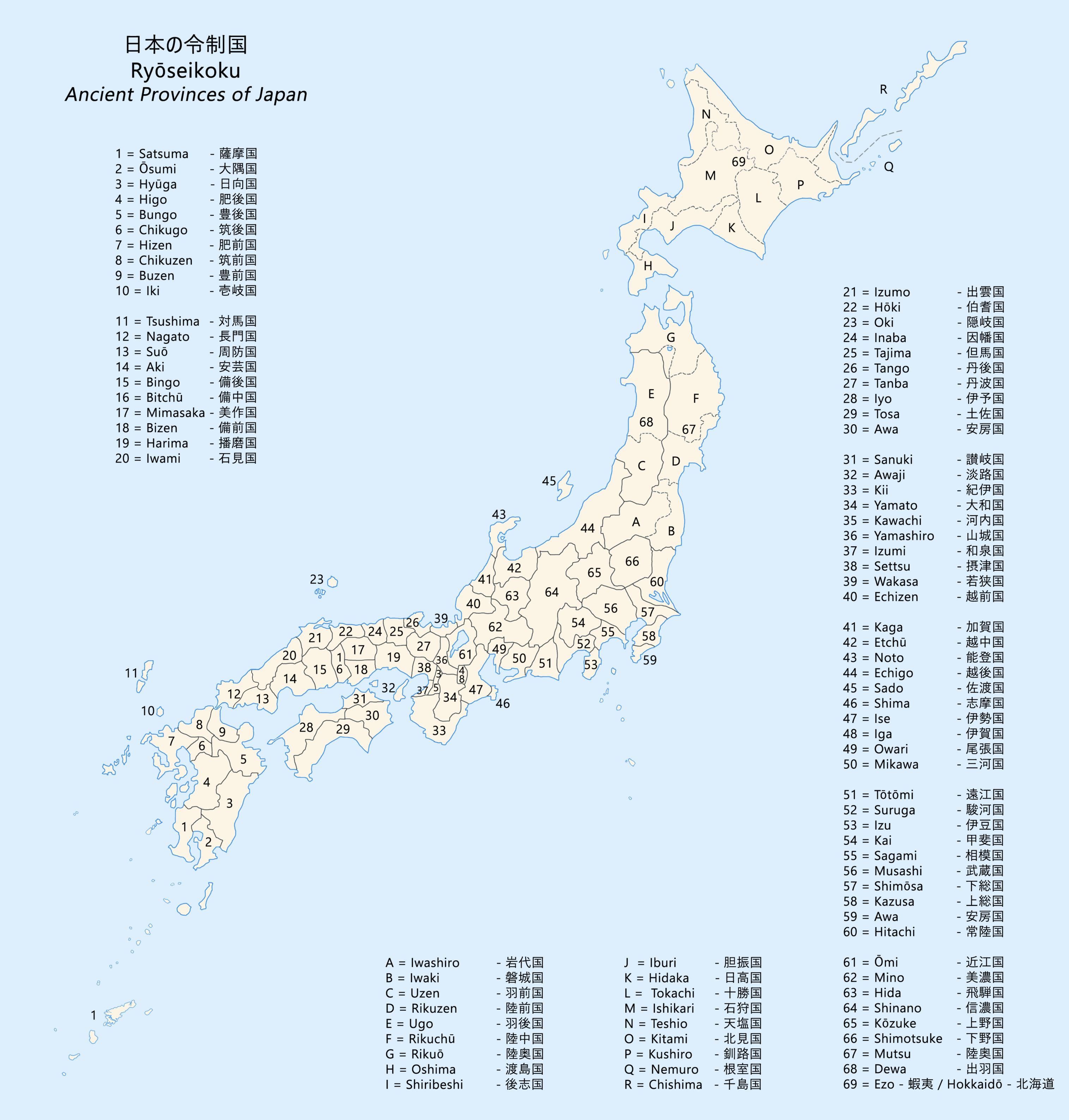
Las antiguas provincias de Japón

Antes de que se estableciera el actual sistema de prefecturas, Japón estaba dividido en diez kuni (国, países), cuya transcripción podría equivaler al de provincias. Cada provincia estaba dividida en gun (郡, distritos, también conocidos como kōri). 
Las provincias fueron establecidas inicialmente por Ritsuryō tanto como unidades administrativas como regiones geográficas. Sin embargo, en la última fase del Periodo Muromachi, su función como unidad administrativa fue eficientemente y gradualmente suplantada por el gobierno de los sengoku-daimyo. Bajo el gobierno de Toyotomi Hideyoshi, las provincias fueron definitivamente sustituidas como unidades administrativas por los feudados de los daimyo. En el Periodo Edo, los feudos pasaron a ser conocidos como han. Las provincias se mantuvieron como entidades geográficas y la gente solía denominar a un determinado lugar por el nombre de la provincia acompañada de la palabra “han”. 
En la restauración Meiji, los han' fueron legitimados como unidades administrativas pero pronto fueron reemplazados por las prefecturas (las prefecturas urbanas se denominaron fu y las rurales ken). El sistema de provincias para organizar las direcciones no fue abolido sino que se extendió. A partir de 1871, el número de prefecturas era 304, mientras que el número de provincias era 68, sin incluir Hokkaidō y Ryūkyū como provincias. Los límites entre las diversas prefecturas no estaban muy definidos, además tampoco coincidían con los de las provincias. Las prefecturas fueron progresivamente reducidas a 37 en 1881; dividiéndose de nuevo para formar un total de 45 en 1885. Con la adición las prefecturas de Hokkaidō y Okinawa se alcanzó la distribución definitiva (47 prefecturas), que se mantiene en la actualidad.
Hasta ahora no se ha anunciado ninguna modificación de las provincias. Actualmente las provincias están consideradas obsoletas, a pesar de que sus nombres son utilizados con frecuencia para designar características naturales, nombres de compañías y marcas. A principios de la década de 2000, el gobernador de la prefectura de Nagano, Yasuo Tanaka (presidente del Nuevo Partido de Japón), propuso renombrar su prefectura como "Shinshū" (信州, un nombre que deriva de la provincia de Shinano) porque su uso estaba generalizado, con términos como Shinshū soba, Shinshū miso y Universidad Shinshu.
Dentro de las provincias existen un kinai (capital) y siete u ocho dō (rutas o circuitos).

## Hoy
Estos nombres de provincia se consideran de interés histórico. También aparecen en algunos apellidos japoneses, la mayoría de los cuales se popularizaron durante y después del periodo Edo, y en el nombre de algunos objetos (sanuki udon, iyokan y awa odori).
Algunos de los nombres de las provincias se utilizan para indicar distintas partes de las prefecturas actuales junto con sus características culturales y geográficas. En ocasiones, estos nombres también se utilizan para indicar una dirección. Las estaciones del ferrocarril Japan Railways usan nombres de provincias como prefijos para diferenciarse de estaciones homónimas en otras prefecturas.